# Atletica leggera ai Giochi della XXVIII Olimpiade - 5000 metri piani femminili

Video della Finale (telecronaca in francese)

Video della Finale (telecronaca in cinese)

La competizione dei 5000 metri piani femminili è stata una delle 23 gare previste nel programma di atletica leggera dei Giochi della XXVIII Olimpiade svoltisi ad Atene nel 2004.

## Presenze ed assenze delle campionesse in carica
| Competizione         | Atleta            | Prestazione | Atene 2004  |
| -------------------- | ----------------- | ----------- | ----------- |
| Olimpiadi 2000       | Gabriela Szabó    | 14'40”79    | Rit. 2003   |
| Commonwealth 2002    | Paula Radcliffe   | 14'31”42    | 10000 m     |
| Europei 2002         | Marta Domínguez   | 15'14”76    | Infortunata |
| Coppa del mondo 2002 | Olga Egorova      | 15'18”15    | Solo 1500 m |
| Asiatici 2002        | Sun Yingjie       | 14'40”41    | Presente    |
| Panamericani 2003    | Adriana Fernández | 15'30”65    | Assente     |
| Africani 2003        | Meseret Defar     | 16'42”0     | Presente    |
| Mondiali 2003        | Tirunesh Dibaba   | 14'51"72    | Presente    |
|                      |                   |             |             |
| Mondiali junior 2000 | Dorcus Inzikuru   | 16'21”32    | Presente    |

## Turni eliminatori
| 2 Batterie | 20 agosto | 41 partenti    | Si qualificano le prime 5 + i 5 migliori tempi. |
| Finale     | 23 agosto | 15 concorrenti |                                                 |

## Finale
Stadio olimpico, lunedì 23 agosto, ore 22:00.
La favorita è Elvan Abeylegesse, detentrice del record mondiale. La turca però non adotta nessuna tattica, attaccando dopo solo due km. Effettua il terzo km in un veloce 2'46"66, poi esaurisce le sue energie (finirà 12ª). Tirunesh Dibaba, la campionessa mondiale, le era stata dietro durante quel km suicida, ma almeno conserva le energie per arrivare terza, staccata di quasi 4 secondi dalle prime due.

All'inizio dell'ultimo giro è in testa Isabella Ochichi, ma viene superata con facilità da Meseret Defar ai 200 metri che va a vincere con una galoppata solitaria.
| Pos | Paese       | Atleta             | Tempo    |
| --- | ----------- | ------------------ | -------- |
|     | Etiopia     | Meseret Defar      | 14'45"65 |
|     | Kenya       | Isabella Ochichi   | 14'48"19 |
|     | Etiopia     | Tirunesh Dibaba    | 14'51"83 |
| 4   | Russia      | Zlena Sadoroshnaja | 14'55"52 |
| 5   | Regno Unito | Joanne Pavey       | 14'57"87 |
| 6   | Russia      | Gulnara Samitova   | 15'02"30 |
| 7   | Germania    | Irina Mikitenko    | 15'03"36 |
| 8   | Cina        | Sun Yingjie        | 15'07"23 |

La primatista mondiale, Elvan Abeylegesse, giunge dodicesima, staccata di 27 secondi dalla vincitrice.